# Argocoffeopsis lemblinii
Argocoffeopsis lemblinii là một loài thực vật có hoa trong họ Thiến thảo. Loài này được (A.Chev.) Robbr. mô tả khoa học đầu tiên năm 1981.